# Liberalni Ludowcy
Liberalni Ludowcy (wł. Popolari Liberali, PL) – włoska partia polityczna o profilu chrześcijańsko-demokratycznym.

## Historia
Partia powstała w lutym 2007 jako frakcja w Unii Chrześcijańskich Demokratów i Demokratów Centrum, nową nazwę przyjęła w październiku tego samego roku. Wówczas na konwencji ugrupowania jego lider Carlo Giovanardi zadeklarował odejście z UDC w przypadku zerwania porozumienia z Domem Wolności Silvia Berlusconiego. Gdy w 2008 chadecy odrzucili propozycję byłego premiera wspólnego startu w przedterminowych wyborach wraz z nową inicjatywą pod nazwą Lud Wolności, Liberalni Ludowcy powołali własne ugrupowanie, które przyłączyło się do PdL.
Na zjeździe partii 3 kwietnia tego roku w Mediolanie oficjalnie potwierdzono sojusz PL z Chrześcijańską Demokracją dla Autonomii. W marcu 2009 ludowcy przystąpili do przekształconego w jednolite ugrupowanie Ludu Wolności. Zachowali jednak pewną odrębność organizacyjną, a w listopadzie 2013 dołączyli do Nowej Centroprawicy.